# Martin Penc
Martin Penc (ur. 21 maja 1957 w Pradze) – czeski kolarz torowy i szosowy reprezentujący Czechosłowację, brązowy medalista olimpijski oraz trzykrotny medalista torowych mistrzostw świata.

## Kariera
Pierwszy sukces w karierze Martin Penc osiągnął w 1980 roku, kiedy wspólnie z Teodorem Černým, Jiřím Pokorným i Igorem Slámą wywalczył brązowy medal w drużynowym wyścigu na dochodzenie podczas igrzysk olimpijskich w Moskwie. Na tych samych igrzyskach rywalizację indywidualną zakończył na ósmej pozycji. Rok później, podczas mistrzostw świata w Brnie razem z Pokorným, Alešem Trčką i Františkiem Raboňem zdobył kolejny brązowy medal w tej konkurencji. Na mistrzostwach świata w Bassano w 1985 roku zdobył złoty medal w wyścigu punktowym w kategorii amatorów. Ostatni medal zdobył podczas mistrzostw świata w Lyonie, gdzie wśród zawodowców w wyścigu punktowym był trzeci, ulegając jedynie Szwajcarowi Ursowi Freulerowi i Australijczykowi Gary'emu Suttonowi. Startował także w wyścigach szosowych, ale nie odnosił większych sukcesów. Wygrał między innymi jeden z etapów wyścigu w Lidicach w 1981 roku, a dwa lata później bł trzeci w jednym z etapów Circuit Franco-Belge.